# Грум, Джорджия
Джорджия Изабель Грум (англ. Georgia Isobel Groome, род. 11 февраля 1992 года, Ноттингем, Англия) — британская актриса.

## Карьера
Её актёрский дебют состоялся в 2001 году, когда она снялась в телевизионном фильме «Рыба без воды». В 2008 году сыграла в фильме «Ангус, стринги и поцелуи взасос». Также периодически играет в театре.

## Личная жизнь
С 2011 года Грум встречается с актёром Рупертом Гринтом. У пары есть дочь Уэнсдэй (Wednesday) (род. в мае 2020).В 2025 году родилась вторая дочь Голди.

## Фильмография
| Год       | Название фильма                 | Роль              | Примечания                  |
| --------- | ------------------------------- | ----------------- | --------------------------- |
| 2001      | Рыба без воды                   | Дженни            | ТВ                          |
| 2003      | Dangerville                     | сирота            | эпизод «Robots»             |
| 2006      | Из Лондона в Брайтон            | Джоан             |                             |
| 2007      | Моя мать                        | Милли             | короткометражный            |
| 2008      | Коттедж                         | дочь фермера      |                             |
| 2008      | Ангус, стринги и поцелуи взасос | Джорджия Николсон |                             |
| 2008      | Пропавший                       | Софи              |                             |
| 2009      | Leaving Eva                     | Kierа             | короткометражный            |
| 2009      | Чисто английское убийство       | Пэйдж             | эпизод «Powerless»          |
| 2010      | Льюис                           | Бриони Грэхэм     | эпизод «The Dead of Winter» |
| 2010      | Тихие вещи                      | Эми               | короткометражный            |
| 2011      | The True Meaning of Love        | Элис              |                             |
| 2011      | Имение                          | Джемма            |                             |
| 2011      | Большое призрачное спасение     | Уинфред           |                             |
| 2011      | Cardinal                        | Sloth             |                             |
| 2012      | Пападополус и сыновья           | Кэти Пападополус  |                             |
| 2013—2015 | Up the Women                    | Эмили             | 9 эпизодов                  |
| 2015      | Taking Stock                    | Келли             |                             |
| 2017      | Double Date                     | Лулу              |                             |

## Награды и номинации
| Год  | Награда                                       | Категория                      | Работа                          | Результат |
| ---- | --------------------------------------------- | ------------------------------ | ------------------------------- | --------- |
| 2008 | Buster International Children’s Film Festival | Лучший актёр-ребёнок           | Ангус, стринги и поцелуи взасос | Победа    |
| 2008 | Премия Лондонского кружка кинокритиков        | Лучшая британская актриса года | Ангус, стринги и поцелуи взасос | Номинация |